# Stade Français
L'Stade Français és un club poliesportiu parisenc, a França.

## Història
El club es fundà el 13 de desembre de 1883 al Cafè Procope de Saint-Germain-des-Prés (París) per alumnes del liceu Saint-Louis, situat al boulevard Saint-Michel, al 6è arrondissement de París. Altres fonts situen la data de fundació el 1887 i el centre on nasqué el liceu Buffon (boulevard Pasteur, 15e arrondissement).
Les primeres seccions del club foren l'atletisme, el ciclisme, el rugbi i el tennis. D'elles, el rugbi esdevingué la més important. El primer títol nacional fou en camp a través el 1889. L'any 1890 participà en la creació de la Union des sociétés françaises de sports athlétiques, predecessora de les actuals federacions esportives. El 1901 s'instal·la a La Faisanderie dins el Parc de Saint-Cloud. Per iniciativa seva es construí l'estadi de Roland-Garros (en col·laboració amb el Racing Club de France) inaugurat el 1928. Aquest mateix any guanyà el campionat de França de futbol. Als anys 50 destacaren les seccions d'atletisme, tennis taula, o hoquei gel. També es crearen les d'handbol o voleibol.
Els anys 60 comença una època de declivi. La secció d'atletisme deixa Roland-Garros per instal·lar-se a l'estadi Géo-André. Els anys 70, una fusió amb el club de natació de Courbevoie portà a la creació del SFOC, amb excel·lents resultats. Als anys 80 destacaren algunes atletes femenines com Marie-José Perec, i les seccions d'handbol i bàsquet. Es crearen les de golf, esquaix o bàdminton. Als noranta la secció de rugbi del club es fusiona amb la del CASG creant l'Stade français CASG.
Els colors del club són el vermell i el blau. Actualment té 12.000 membres actius. Històricament, els seus atletes han guanyat més de 80 medalles olímpiques i més de 1.000 títols de campions de França individuals i més de 100 per equips.

## Seccions
L'Stade Français compta actualment amb 22 seccions esportives:

### Altres seccions
- Atletisme (des de 1883)
- Bàdminton
- Basquetbol
- Bridge
- Dansa
- Escacs
- Esgrima
- Esquí
- Esquaix
- Golf
- Gimnàstica
- Handbol
- Halterofília
- Hoquei herba
- Judo
- Natació
- Natació sincronitzada
- Patinatge
- Tennis
- Triatló
- Vela esportiva
- Voleibol

## Esportistes destacats

### Atletisme
- Géo André
- Alain Mimoun
- Laurence Bily
- Yves Brouzet
- Guy Drut
- Laurence Elloy
- Fabienne Fischer
- Jean Galfione
- Marcel Hansenne
- Jules Ladoumègue
- Odile Lesage
- Micheline Ostermeyer
- Marie-José Perec

### Basquetbol
- Patrick Cham
- Hervé Dubuisson
- Laurent Dorigo

### Esgrima
- René Monal

### Halterofília
- Charles Rigoulot

### Judo
- Patrick Roux

### Natació
- Maurice Lusien
- Jean Pommat

### Natació sincronitzada
- Maud Egond
- Jessie Porcher

### Patinatge
- Pierre Brunet
- Andrée Joly

### Tennis
- Blanche Amblard
- Suzanne Amblard
- Marcel Bernard
- Arthur Briggs
- Patrice Dominguez
- René Lacoste
- Simone Mathieu
- Pascal Portes